# Мальки (Могилёвская область)
Мальки́ (бел. Малькі) — деревня в Горецком районе Могилевской области Республики Беларусь. Входит в состав Горского сельсовета.
В 2002-2013 годах входила в состав Ходоровского сельсовета.

## Население
- 1999 год — 23 человека
- 2010 год — 14 человек